# Tracey Needham
Tracey Needham (* 28. März 1967 in Dallas, Texas) ist eine amerikanische Schauspielerin, die durch ihre Rollen in den Fernsehserien Alles Okay, Corky? und JAG – Im Auftrag der Ehre bekannt wurde.

## Leben
Tracey Needham wuchs mit drei Brüdern in Dallas und Denver, Colorado auf, da die Familie aufgrund der Arbeit des Vaters häufig hin- und herzog. In der achten Klasse hatte sie bereits ihre große Körpergröße von 1,80 m erreicht. Sie entwickelte Interesse am Schauspiel und zog, nachdem sie nach dem Highschool-Abschluss Europa und Australien bereiste, 1988 nach Los Angeles. Needham erhielt ihre erste Rolle in einer Folge der Fernsehserie Jake and the Fatman. Auftritte in weiteren Serien und Fernsehfilmen folgten.
Ihre erste große Rolle hatte sie ab 1990 als Paige Thacher in der Fernsehserie Alles Okay, Corky?. In Deutschland wurde Needham vor allem durch die Serie JAG – Im Auftrag der Ehre bekannt, in welcher sie von 1995 bis 1996 die Navy-Anwältin Meg Austin verkörperte. 1997 hatte sie in der kurzlebigen Fernsehserie Total Security als Ellie Jones eine der Hauptrollen inne. Von 2001 bis 2003 trat sie wiederkehrend als Inspector Candace DeLorenzo in der Krimiserie Lady Cops – Knallhart weiblich auf.
Es folgten Gastrollen in verschiedenen Fernsehserien wie CSI: Den Tätern auf der Spur, Criminal Minds oder Veronica Mars. In Ocean’s 13 hatte sie eine kleine Nebenrolle inne. 2010 war Needham in dem Mystery-Thriller The Last Harbor  neben Wade Williams zu sehen.
Im Januar 1995 heiratete sie den Schauspieler Tommy Hinkley und bekam 1999 eine Tochter, Katie. Needham und Hinkley leben in Colorado und führen eine Schauspielschule für Kinder.

## Filmografie (Auswahl)
- 1988: Jake and the Fatman (Fernsehserie, Folge 1x22)
- 1992: Bonnie & Clyde – Wie es wirklich war (Bonnie and Clyde: The True Story – Bonnie, Fernsehfilm)
- 1990–1993: Alles Okay, Corky? (Life goes on, Fernsehserie, 40 Folgen)
- 1995–1997: VR.5 (Fernsehserie, 4 Folgen)
- 1995–1996: JAG – Im Auftrag der Ehre (JAG, Fernsehserie, 20 Folgen)
- 1997: Letztes Gefecht am Saber River (Last Stand at Saber River, Fernsehfilm)
- 1997: Buried Alive – Lebendig begraben 2 (Buried Alive II, Fernsehfilm)
- 1997: Total Security (Fernsehserie, 13 Folgen)
- 1998: Justice – Eine Frage der Gerechtigkeit (Justice, Fernsehfilm)
- 2001–2003: Lady Cops – Knallhart weiblich (The Division, Fernsehserie, 10 Folgen)
- 2004: CSI: Den Tätern auf der Spur (CSI: Crime Scene Investigation, Fernsehserie, Folge 4x19)
- 2005: CSI: Miami (Fernsehserie, Folge 3x21)
- 2006: Criminal Minds (Fernsehserie, Folge 1x12)
- 2007: Ocean’s 13 (Ocean’s Thirteen)
- 2007: Without a Trace – Spurlos verschwunden (Without a Trace, Fernsehserie, Folge 4x21)
- 2007: Veronica Mars (Fernsehserie, 3 Folgen)
- 2010: The Last Harbor